# Каяшкан (село)
Каяшкан  — село в Турочакском муниципальном районе Республики Алтай России. Входит в состав Турочакского сельского поселения. Население 138 человек (2016).

## География
Расположен на правом берегу реки Сия (приток реки Лебедь), у впадения р. Каяшкан. Населённый пункт окружает горная тайга смешанного типа (произрастает осина, пихта); вершины. Уличная сеть состоит из трёх географических объектов: ул. Береговая, ул. Речная, ул. Центральная.
Центральная часть населённого пункта расположена на высоте 382 метров над уровнем моря.
Расстояние от Каяшкана до Турочака — 26 км, до Таштагола — 69 км.

## Население
| 2010 | 2011 | 2012 | 2013 | 2014 | 2015 |
| ---- | ---- | ---- | ---- | ---- | ---- |
| 143  | →143 | ↗153 | ↗156 | ↘151 | ↘149 |
| 2016 |      |      |      |      |      |
| ↘138 |      |      |      |      |      |

## Инфраструктура
В селе действует фельдшерско-акушерский пункт, начальная школа, сельский дом культуры. В 8 км — золотодобывающий прииск.
экономика золотодобыча, охота, рыболовство и сбор лесного урожая.

## Транспорт
Через Каяшкан проходит новая автодорога «Турочак — граница Кемеровской области» (участок Таштагол — Турочак) (идентификационный номер 84К-102). Из Каяшкана напрямую в село Тюлем идет тракторная дорога.